# Berg (Donauwörth)
Berg ist ein Pfarrdorf und ein Gemeindeteil der Großen Kreisstadt Donauwörth im schwäbischen Landkreis Donau-Ries (Bayern). Zur Gemarkung gehören noch die Weiler Binsberg, Schöttle (ehemals Kaibach) und Walbach und die Einöden Kreuzhof (Galgenhof) und Ramhof. Der Stadtteil befindet sich im Norden Donauwörths.

## Geschichte
Es wurden – parallel zu den erhöht liegenden Gebieten Riedlingens – Reste römischer Villen und Gutshöfe bei Berg gefunden. Hiermit korreliert die volkstümliche Tradition, dass es sich beim romanischen Unterbau des Turms der St. Laurentius-Kirche ursprünglich um einen Leuchtturm für den Schiffsverkehr auf der Donau gehandelt habe (zu dieser zunächst abstrus zu sein scheinenden Feststellung kann als verifizierende Ähnlichkeit ins Feld geführt werden, dass später der Turm des Donauwörther Liebfrauenmünsters bzw. der auf ihm bis ins 19. Jahrhundert hinein wohnhaft gewesene Türmer tatsächlich städtischerseits u. a. die Aufgabe hatte, durch (Tuben-)Signale mahnend-warnend auf den von seiner Turmwohnung aus gut einsehbaren auf der Donau vonstattengehenden Schiffsverkehr Einfluss zu nehmen). Fest steht in jedem Fall, dass die an der besagten Kirche ansässige katholische Kirchengemeinde die Urpfarrei der Stadt Donauwörth (bis 1607 Schwäbisch Werd bzw. mittelalterlich nur Werd bzw. Guerde) war, von welcher erst im 13. Jahrhundert die heutige Stadtpfarrkirche (ein ursprüngliches St.-Ulrichs- und Afra-Patrozinium) kirchenjuristisch unabhängig geworden ist.
Am 1. Juli 1973 wurde der Ort im Zuge der Gebietsreform in Bayern in die Kreisstadt Donauwörth eingemeindet.

## Söhne der Gemeinde
- Heinrich Gropper, (* 8. Juli 1931; † 25. Juli 2007) Gründer der Molkerei Gropper, stammte aus Donauwörth-Berg, wo sich auch der ursprüngliche Standort seiner Molkerei befand. Sein Grab befindet sich ebenfalls in Donauwörth-Berg.
- Georg Schmid (* 1953), Politiker der CSU, 2007 bis 2013 CSU-Fraktionsvorsitzender im Bayerischen Landtag.